# Маршалл (округ, Кентуккі)
Шаблон:StateAbbr_ 36°53′ пн. ш. 88°20′ зх. д. / 36.88° пн. ш. 88.34° зх. д.
Округ Маршалл (англ. Marshall County) — округ (графство) у штаті Кентуккі, США. Ідентифікатор округу 21157.

## Історія
Округ утворений 1842 року.

## Демографія
За даними перепису
2000 року
загальне населення округу становило 30125 осіб, зокрема міського населення було 4152, а сільського — 25973.
Серед мешканців округу чоловіків було 14760, а жінок — 15365. В окрузі було 12412 домогосподарства, 8993 родин, які мешкали в 14730 будинках.
Середній розмір родини становив 2,83.
Віковий розподіл населення поданий у таблиці:
| Стать    | До 15 років | 15-21 | 22-29 | 30-39 | 40-49 | 50-65 | 65-85 | Понад 85 |
| -------- | ----------- | ----- | ----- | ----- | ----- | ----- | ----- | -------- |
| Чоловіки | 2776        | 1332  | 1297  | 2074  | 2247  | 2734  | 2128  | 172      |
| Жінки    | 2597        | 1232  | 1238  | 2092  | 2312  | 2923  | 2464  | 507      |

## Суміжні округи
- Лівінґстон — північ
- Лайон — північний схід
- Тріґґ — схід
- Калловей — південь
- Ґрейвс — захід
- Маккракен — північний захід

## Виноски
1. ↑  U.S. Decennial Census. United States Census Bureau. Архів оригіналу за 19 липня 2018. Процитовано 17 серпня 2014.
2. ↑  Historical Census Browser. University of Virginia Library. Архів оригіналу за 11 серпня 2012. Процитовано 17 серпня 2014.
3. ↑  Population of Counties by Decennial Census: 1900 to 1990. United States Census Bureau. Архів оригіналу за 13 жовтня 2014. Процитовано 17 серпня 2014.
4. ↑  Census 2000 PHC-T-4. Ranking Tables for Counties: 1990 and 2000 (PDF). United States Census Bureau. Архів оригіналу (PDF) за 18 грудня 2014. Процитовано 17 серпня 2014.
5. ↑  State & County QuickFacts. United States Census Bureau. Архів оригіналу за 7 червня 2011. Процитовано 6 березня 2014.(англ.) Наведено за англійською вікіпедією.
6. ↑  American FactFinder. Бюро перепису населення США. Архів оригіналу за 26 лютого 2012. Процитовано 31 січня 2008.

| США | Це незавершена стаття з географії США. Ви можете допомогти проєкту, виправивши або дописавши її. |